# Rembetiko
Rembetiko (řec. jednot. číslo ρεμπέτικο, množné číslo ρεμπέτικα) je ryze řecký hudební styl, který se do Řecka po prohrané řecko-turecké válce (1919–1922) a odsunu maloasijských Řeků ze Smyrny. Styl bývá častokrát přirovnáván k americkému blues – ani ne tak svou formou, ale hlavně pro podobné sociální podmínky, které jej formovaly. Žánr je neodmyslitelně spojen s přístavními městy Pireus a Thessaloniki, kam byli uprchlíci v první vlně deportováni.

## Charakteristika žánru
Písně reflektují osudy těžkých životních podmínek uprchlíků, kteří se rázem octli na dně společnosti. Promlouvají o životě utiskovaných, o životě lidí žijících v bezpráví, o bídě o smutku, žalu. V době svého vzniku byl tento styl spojen s drogami (hašiš) a podsvětím. Nejen z tohoto důvodu bylo rembetiko dlouhá léta na okraji společnosti a několik různých řeckých režimů nezávisle na sobě ho potlačovalo.

## Historie
V roce 1936 se dostal k moci diktátor Ioannis Metaxas, který písňové texty nemilosrdně cenzuroval a rembetes (stoupenci tohoto stylu) se stali terčem policejních represí. Stejně tak neustále sílící komunistická strana ve 30. letech odsoudila rembetiko jako politicky zaostalé a dekadentní. Když se nejrespektovanější muzikant žánru Markos Vamvakaris roku 1944 připojil k levicovému odboji ELAS, bylo mu ústředním výborem doporučeno, aby raději přešel na revoluční písně v sovětském stylu (andártika). Spiklenecké písně z podsvětí ale získaly během nacistické okupace za Druhé světové války nový rozměr a staly se neodmyslitelnou součástí řecké moderní hudby.

## Tradiční nástroje
Nejčastějším nástrojem toho žánru je bez pochyby bouzouki, tehdy ještě ve své šestistrunné variantě (tzv. trichordo bouzouki). Bouzouki se používalo pro hraní melodie a melodických meziher. Dalším typickým nástrojem, který k tomuto žánru patří, je baglamas, což je zmenšená forma bouzouki. Baglamas byl v době nejtvrdší perzekuce tohoto stylu mezi rembetes velmi oblíben a to především díky své velikosti, kdy se dal schovat pod kabát a nepřitahoval nechtěnou pozornost. Baglamas v rembetiku vytváří typický staccatový harmonický doprovod patrný v každé písni. Často se v rembetiku také můžeme setkat s „prostřední“ verzí bouzouki, tzv. tzouras, s orientalní loutnou oud a s řeckou modifikací klasické kytary, tzv. rembetická kytara (ρεμπετική κιθάρα). Krom těchto tradičních nástrojů se ale v žánru rembetiko uplatňují i housle a akordeon.